# Совет богов

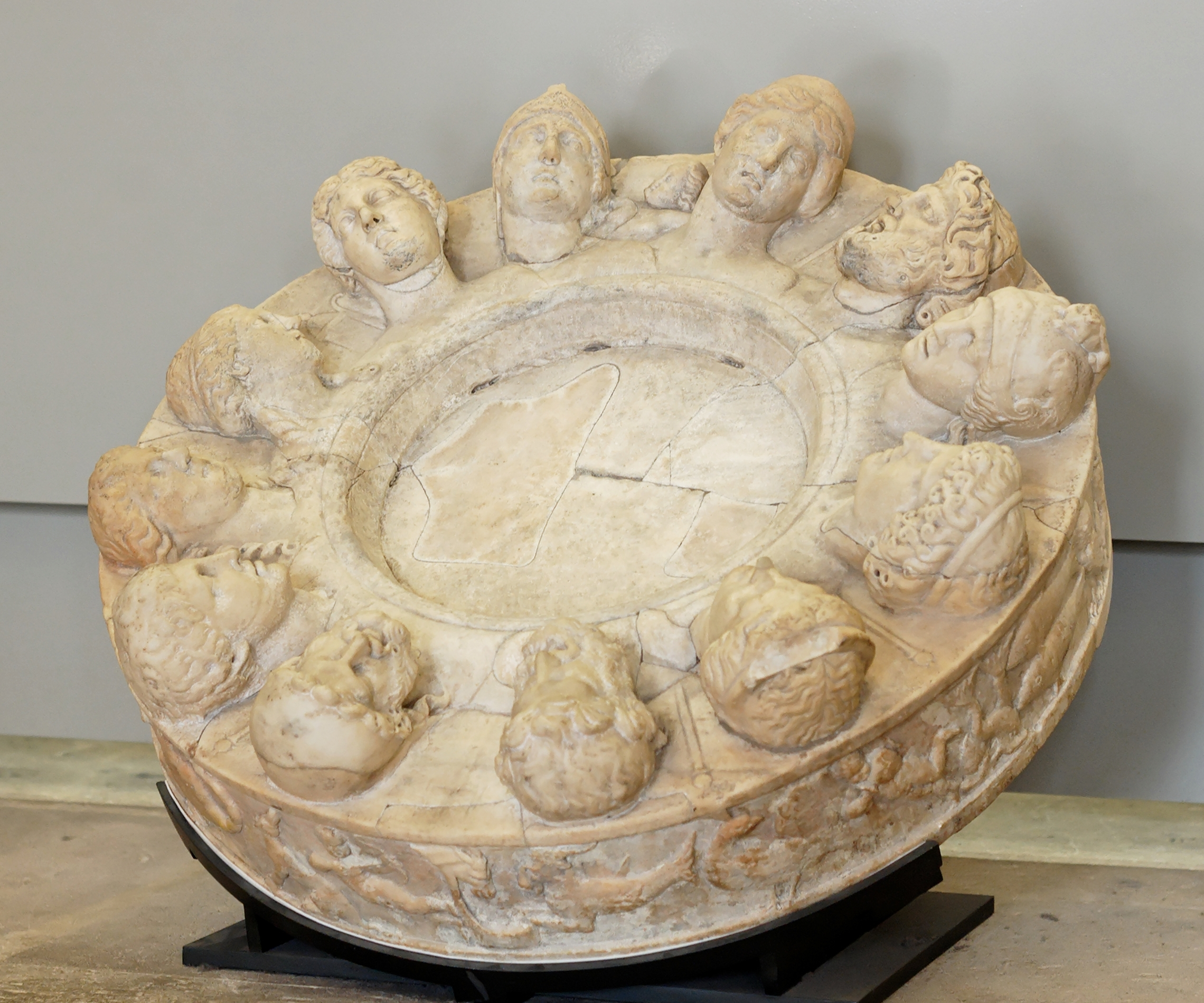
Хотя ритуальное предназначение этого алтаря (I век до н. э.) в Габии неясно, двенадцать изображенных на нём божеств соответствуют Dii Complices

Совет богов — Dii Consentes (также Dii Complices) — мифологический совет в пантеоне Древнего Рима. В его состав входили двенадцать главных божеств: шесть богов и шесть богинь. Их золоченые статуи были установлены на форуме, позже, видимо, в портике Deorum Consentium.

## Состав
Боги были перечислены поэтом Квинтом Эннием в конце III века до нашей эры, со ссылкой на неизвестного греческого поэта:
- Юнона, Веста, Минерва, Церера, Диана, Венера,
- Марс, Меркурий, Юпитер, Нептун, Вулкан, Аполлон

Тит Ливий (XXII.10.9) располагает их в шесть пар, Юпитер-Юнона, Нептун-Минерва, Марс-Венера, Аполлон-Диана, Вулкан-Веста и Меркурий-Церера. Трое из Dii Consentes входили в состав капитолийской триады, а именно: Юпитер, Юнона и Минерва.

## Происхождение
В V веке до нашей эры множество свидетельств указывает на культ 12 олимпийцев в Олимпии и в Гиероне на Босфоре. Греческий культ 12 олимпийцев можно проследить до Афин VI века до н. э. Маловероятно, чтобы он был известен в микенский период. Постройку жертвенника двенадцати олимпийцев в Афинах, чаще всего связывают с архонтом Писистратом (522—521 гг. до н. э.).
Группа из двенадцати божеств восходит к ещё более древним источникам, чем греческие или римские. Греческая группа, возможно, имеет анатолийские (точнее, ликийские) корни. Группа из двенадцати хеттских богов известна как из клинописных текстов, так и из художественных изображений. Хеттские 12 богов — мужского пола, без индивидуализации особенностей. Они, возможно, нашли продолжение в ликийской группе из двенадцати богов, почитаемой в период Римской империи. К 400 г. до н. э. место посвященное двенадцати богам существовало на рынке в Ксанфе (Ликия). Геродотом также упомянут и египетский культ 12 богов, правда, египетские источники не подтверждают этого.
Ссылки на двенадцать этрусских божеств, которые позже делали римские авторы, должны внимательно рассматриваться исследователями, так как факт проведения процедуры эвокации божества при осаде римлянами Вейи во время Третьей Вейентской войны в 396 г. до н. э., призванной убедить царицу Юнону переселиться в Рим, говорит о том, что Юнона до этого момента была этрусской богиней и заимствована римлянами у этрусков в 396 г. до н. э. Этот ритуал описан Ливием, Валерием Максимом и Плутархом. Статую доставили на Авентин, где позднее Камилл освятил для неё храм. Арнобий утверждал, что этруски имели пантеон из шести мужских и шести женских божеств, которых они называли consentes и complices, потому что те выросли и заседали вместе. Также он говорит, что эти двенадцать выступали в качестве советников Юпитера. Прообразом 12 этрусских богов мог послужить как греческий пантеон, так и непосредственно хеттский (согласно гипотезе о малоазийском происхождении этрусков).